# 아루나찰 제어
아루나찰 제어(영어: Arunachal languages)는 인도령 아루나찰프라데시주에서 사용되는, 전통적으로 중국티베트어족 계통으로 분류되어 왔으나 고립된 언어나 독자적인 어족일 가능성이 제기된 여러 언어들을 가리킨다.
로저 블렌치 (2011)은 4개의 고립된 언어(루소어, 미지어, 미주어, 푸로이크어)와 3개의 독자적 어족(미슈미어군, 카멩어군, 시앙어군)을 제안했다. 그러나 Anderson (2014)과 여러 학자들은 여기에 이의를 제기하며 이들을 독립된 계통 대신 중국티베트어족의 일차적 분파로 분류한다.

## 언어
- 루소어군(Hrusish)
  - 루소어(Hruso)
  - 미지어(Miji): 방언군.
- 코봐어군(Kho-Bwa)
  - 푸로이크어(Puroik): 방언군.
  - 부군어(Bugun)
  - 서부 코봐어군
    - 셰르둑펜어(Sherdukpen), 사르탕어(Sartang)
    - 추그어(Chug), 리슈어(Lish)
- 시앙어군(Siangic)
  - 코로어(Koro)
  - 밀랑어(Milang)
- 미주어군(Miju)
  - 미주어(Miju) (크만어)
  - 메요르어(Meyor) (자크링어)
- 디가로어군(Digaro)
  - 이두어(Idu)
  - 타라온어(Taraon)

## 같이 보기
- 중국티베트어족
- 미슈미인
- 송린어